# Дженк Генен
Дженк Генен (тур. Cenk Gönen, нар. 21 лютого 1988, Ізмір, Туреччина) — турецький футболіст, воротар клубу «Кайсеріспор».

## Ігрова кар'єра

### Клубна
Дженк Генен є вихованцем футбольної школи клубу «Гезтепе», звідки у віці 16 - ти років він перебрався до академії клубу «Денізліспор», де з 2005 року був внесений в заявку першої команди. Але не маючи змоги пробитися в основу, другу половину сезону 2007/08 Генен провів в оренді у клубі «Алтай», де він був основним воротарем команди. Після повернення до «Денізліспора», воротар зайняв в команді постійне місце в основі.
Влітку 2010 року Генен перейшов до складу одного з лідерів турецького футболу - стамбульського «Бешикташа». У складі «Бешикташа» воротар дебютував у матчах єврокубків, а також виграв національний Кубок Туреччини у 2011 році, хоча сам у фінальному матчі на поле не виходив.
У 2015 році Генен перебрався до стану «Галатасарая», з яким підписав контракт на три роки. Але там він був лише дублером Фернандо Муслери, провівши в основі лише один матч. І в 2017 році був проданий клубом до іспанської «Малаги». Та там воротар також не зумів стати гравцем основи, за два роки не зігравши за першу команду жодного матчу. І на початку 2020 року повернувся до Туреччини, де грав за клуби «Суперліги» «Аланіяспор» та «Денізліспор».
А влітку 2021 року Генен як вільний агент приєднався до клубу «Кайсеріспор».

### Збірна
Дженк Генен виступав за юнацькі та молодіжну збірні Туреччини. У травні 2012 року у товариському матчі проти команди Грузії Генен дебютував у складі національної збірної Туреччини.

## Титули
Бешикташ
 Переможець Кубка Туреччини: 2010/11
Галатасарай
 Переможець Кубка Туреччини: 2015/16
 Переможець Суперкубка Туреччини: 2016